# Трасування друкованих плат

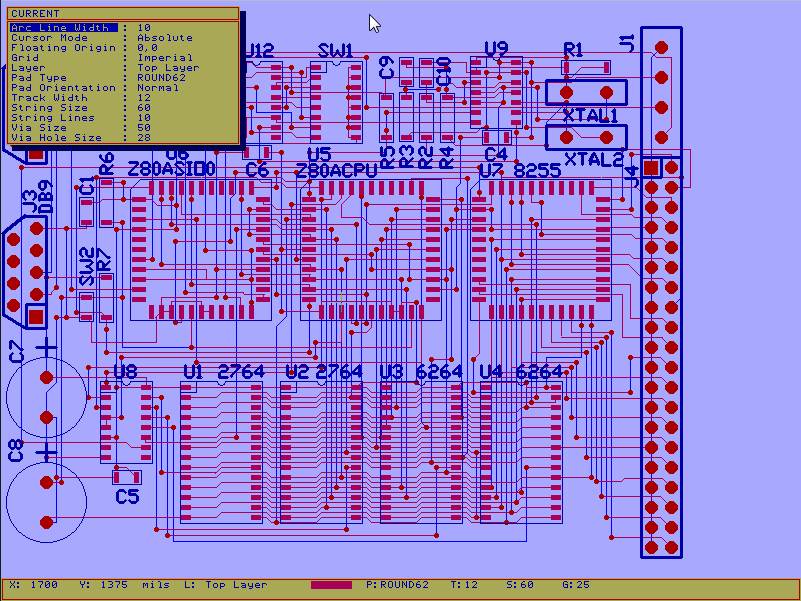
Результат трасування в програмі Autotrax

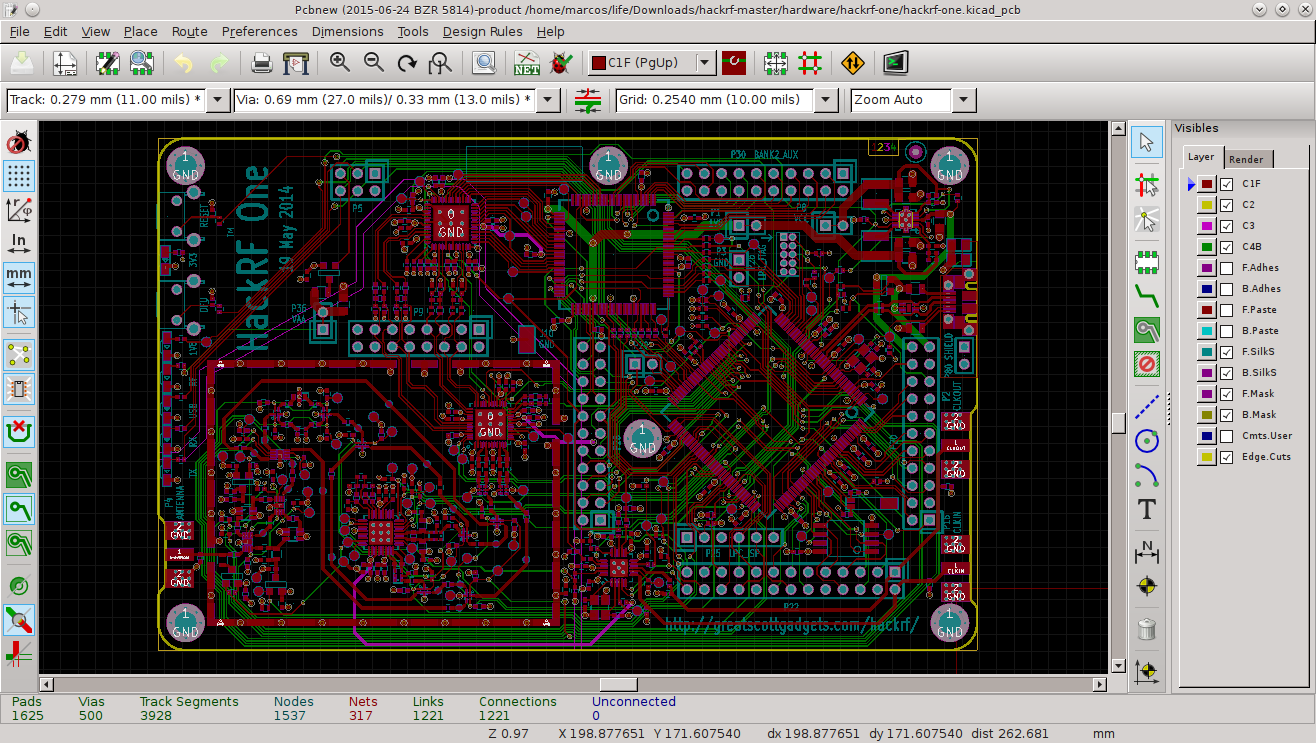
Результат трасування в програмі KiCad

Трасування друкованих плат — один з етапів проектування радіоелектронної апаратури, що полягає в покроковому проектуванні структури провідників друкованої плати вручну або з використанням однієї з САПР друкованих плат.

## Способи трасування
Залежно від рівня автоматизації існує три способи трасування:
- Ручне трасування — людина самостійно визначає траси провідників та за допомогою певних програмних інструментів наносить рисунок провідників на креслення плати.
- Автоматичне трасування — програма самостійно прокладає провідники з урахуванням обмежень, встановлених розробником. Розробник при необхідності коригує вихідні параметри завдання і повторює трасування. Коригування включає зміну розташування компонентів, визначення окремих трас провідників вручну тощо. Сучасні системи проєктування електронних систем включають системи автоматичного трасування.
- Інтерактивне трасування — людина вказує роботу послідовність дій в складних ділянках трасування, контролюючи покроково результат, а автоматика робить чорнову роботу по прокладанню провідників і контролю за дотриманням правил трасування. Інтерактивне трасування друкованих плат може використовуватися як для повністю ручного трасування, так і для доробок друкованої плати після автоматичного трасування.

## Трасування як оптимізаційна задача

### Постановка задачі
Трасування з'єднань є, як правило, заключним етапом конструкторського проєктування РЕА і полягає у визначенні топології та геометрії провідників, що з'єднують контакти елементів проєктованого пристрою.
Задача трасування є складною комбінаторною задачею — однією з найбільш трудомістких в загальній проблемі автоматизації проєктування РЕА. Це пов'язано з кількома факторами, зокрема з різноманіттям способів конструктивно-технологічної реалізації з'єднань, для кожного з яких при алгоритмічному вирішенні задачі застосовуються специфічні критерії оптимізації і обмеження. З математичної точки зору задача трасування — оптимізаційна задача, що полягає у виборі раціонального рішення з величезної кількості можливих варіантів рішень.
Кількість можливих варіантів рішень в задачах трасування така, що навіть для відносно нескладних систем вирішення задачі трасування шляхом перебору всіх можливих варіантів з'єднань неможлива. Саме тому представляють інтерес методи трасування, які відшукують не найкращий варіант трасування (що потребувало б гарантованого перебору та оцінки всіх варіантів), а раціональний варіант, який незначно поступається оптимальному, але може бути знайдений за відносно невеликий час.
Основна задача трасування формулюється в такий спосіб: за заданою схемою з'єднань прокласти необхідні провідники на площині (платі, кристалі і т.п.) таким чином, щоб досягти зазначеного критерію якості трасування з урахуванням заздалегідь заданих обмежень. Основними є обмеження на ширину провідників і мінімальні відстані між ними.
Вихідною інформацією для рішення задачі трасування є список ланцюгів, параметри конструкції елементів і комутаційного поля, а також дані про розміщення елементів. Представлення цільової функції часто виконують в адитивній або мультиплікативній форму функції оцінки, наприклад такого вигляду:
{\displaystyle F=\sum _{i=1}^{p}\lambda _{i}f_{i}},
де {\displaystyle F} — адитивний критерій; {\displaystyle \lambda _{i}} — ваговий коефіцієнт; {\displaystyle f_{i}} — частковий критерій; {\displaystyle p} — число часткових критеріїв.

### Обмеження задачі
Обмеженнями задачі трасування можуть бути:
- Відсоток реалізованих сполук та кількість перетинів провідників (нереалізовані з'єднання потребують додаткових перемичок або збільшення шарів розведення доріжок друкованої плати).
- Сумарна довжина провідників (більша довжина характеризується більшою чутливістю до внутрішніх та зовнішніх завад).
- Число монтажних шарів (збільшення шарів призводить до збільшення вартості виробництва РЕА).
- Число міжшарових переходів.
- Рівномірність розподілу провідників (в тому числі — сигнальні лінії диференціальних підсилювачів).
- Обмеження на прокладання доріжок через окремі області друкованої плати, наприклад:
  - для відокремлення областей високої («гарячої») та низької («холодної») напруги
  - для відокремлення аналогової та імпульсної частин
  - для відокремлення сигнальних та силових частин
- Мінімальна область трасування

та інші.
Часто ці критерії є взаємовиключними, тому оцінка якості трасування ведеться за пріоритетними критеріями за рахунок зменшення оцінки за іншими критеріями. 

## Алгоритми трасування
Відомі алгоритми трасування друкованих плат можна умовно розбити на три великі групи:
1. Хвильові алгоритми, засновані на ідеях Лі та розроблені Ю. Л. Зіманом і Г. Г. Рябовим. Дані алгоритми набули широкого поширення в існуючих САПР, оскільки вони дозволяють легко враховувати технологічну специфіку друкованого монтажу зі своєю сукупністю конструктивних обмежень. Ці алгоритми завжди гарантують побудова траси, якщо шлях для неї існує.
2. Ортогональні алгоритми, мають у 75—100 разів вищу швидкодію, ніж алгоритми першої групи. Застосовуються при проєктуванні друкованих плат з наскрізними металізованими отворами. Недоліки цієї групи алгоритмів пов'язані з отриманням великої кількості переходів з шару на шар, відсутністю 100%-ї гарантії проведення трас у випадках, коли це можливо, великим числом паралельних провідників (що може призводити до виникнення відчутної ємнісного або індуктивно зв'язку між ними).
3. Алгоритми евристичного типу. Ці алгоритми частково засновані на евристичному прийомі пошуку шляху в лабіринті. При цьому кожне з'єднання проводиться по найкоротшому шляху, обходячи перешкоди, що зустрічаються.